# Baroniet Rosenlund
Baroniet Rosenlund var et dansk baroni oprettet 3. maj 1748 for Holger Rosenkrantz af hovedgården Totterupholm (Rosendal). Baroniet blev ved stifterens død i 1785 overtaget af brodersønnen Iver baron Rosenkrantz til baroniet Willestrup. Han fik tre år senere tilladelse til at sælge Rosenlund og substituere det med et fideikommis. 